# Ausstand der New Yorker Zeitungen 1962/1963
Beim Ausstand der New Yorker Zeitungen 1962/1963 wurden in New York City vom 8. Dezember 1962 bis zum 31. März 1963 vier große Tageszeitungen – darunter die New York Times – 114 Tage bestreikt, während fünf weitere Publikationen infolge von Aussperrungen ebenfalls nicht erschienen. Neben Lohnerhöhungen forderten die Gewerkschaften Regelungen in Fällen der Einführung der Automatisierung von Druckmaschinen.

## Koalitionsstruktur
Es gab 10 Gewerkschaften und neun Zeitungsverleger, welche in der Publishers Association in New York organisiert waren. Die Gewerkschaften bildeten zwei Lager: Die Newspaper Guild umfasste Redaktions- und gewerbliche Mitarbeiter, während die Handwerksgewerkschaften Drucker, Versandmitarbeiter, angelernte Maschinendrucker, Klischeehersteller, Graveure, Zusteller, Papierarbeiter, Maschinisten und Elektriker vertraten.
Es war ein Zustand ohne Flächentarifvertrag. Die Gewerkschaften kündigten die Tarifverträge, sobald der bestehende Vertrag dies zuließ und Machterhalt oder Machtaussicht dies gebot. Es könnte eine Einigung mit neun Gewerkschaften geben, aber nicht mit der zehnten. Dies erfordert individuelle Verhandlungen mit dieser Gewerkschaft, bevor der Zeitungsdruck wieder aufgenommen werden konnte.

## Walk out
Am 1. November 1962 kurz nach Mitternacht führte The Newspaper Guild einen Walk out aus der Druckerei der Daily News aus. Der Vizepräsident der Guild, Thomas J. Murphy, erklärte, dass die Daily News das erste Ziel der Gewerkschaft war, weil dort der Gewerkschaft mehr Ärger, mehr Aufregung, mehr Probleme, mehr Streitigkeiten und mehr Gewerkschaftsfeindlichkeit vom Management entgegen schlug. Die Daily News wurde ab dem 2. November 1962 auf den Druckmaschinen des New York Journal-American weiter gedruckt.
Auf Vermittlung US-Arbeitsminister W. Willard Wirtz wurde der Konflikt des Daily News mit seinen Beschäftigten gelöst: Die Löhne wurden im ersten Jahr um 4,25 USD pro Woche und im zweiten Jahr um 3,75 USD pro Woche erhöht. In dieser Druckerei wurden 1,5 Millionen Exemplare der landesweit führenden Auflage von 2.075.000 Exemplaren gedruckt.
Am 4. Dezember 1962 machten die Verhandlungsführer der neun großen Zeitungen das Angebot, innerhalb von zwei Jahren die Löhne und Vergünstigungen um 8 USD zu erhöhen, wenn Änderungen der Arbeitsverfahren akzeptiert würden, welche die Kosten für die Zeitungen senkten. Die Verhandlungsführer der Gewerkschaft lehnten das Angebot der Zeitungen am folgenden Tag ab und forderten stattdessen eine Erhöhung der Wochenlöhne um 16 USD innerhalb von zwei Jahren. Die Annahme dieser Bedingung wurde bis Mitternacht des 8. Dezember 1962 vorausgesetzt.
Vertreter des Federal Mediation and Conciliation Service (United States), darunter Frank H. Brown und Stephen Schlossberg, versuchten am 6. Dezember zu vermitteln und erklärten ein öffentliches Interesse an einer Einigung.
Der Streik begann dennoch am 8. Dezember um 2:00 Uhr morgens, als Arbeiter der New York Typographical Union, angeführt von ihrem Präsidenten Bert Powers, bei der Daily News, dem New York Journal American, der The New York Times und der New York World-Telegram & Sun in den Ausstand traten.
Die Beschäftigten des New York Daily Mirror, der New York Herald Tribune, New York Post, Long Island Star Journal sowie der Long Island Daily Press wurden durch die Mitglieder des New York Publishers Association ausgesperrt.

## Ausweichen der Rezipienten auf andere Informationsmedien
Die New York Review of Books hatte während des Streiks ihre Premiere am 21. Februar 1963 ihre ersten Ausgaben verfügten über eine Auflage von 75.000 Exemplaren während des Streiks, bevor sie sich nach dem Streik auf 50.000 bis 60.000 Exemplare zurückzog. Die Auflage der Brooklyn Eagle stieg von 50.000 auf 390.000 Exemplare, bevor sie auf 154.000 Exemplare schrumpfte, bevor sie am 27. Juni 1963 von einem Streik der Zeitungsausträger getroffen wurde.
WABC-FM entwickelte während des 114-tägigen Streiks ein Rundfunkformat, das jenes des WINS als erstem Sender mit einem Dauernachrichten Rundfunkformat in New York City vorausging.
Leonard Andrews, der bei einem Kreditkartenunternehmen, der Uni-Serv Corporation, angestellt war, wandte sich in einer von ihm erstellten Publikation mit dem Titel The New York Standard an Leser. Diese größte von mehreren während des Streiks veröffentlichten alternativen Zeitungen erreichte eine Spitzenauflage von mehr als 400.000 Exemplaren und erschien über 67 Ausgaben.

## Bestreikt wurden
1. Daily News
2. New York Journal American
3. The New York Times
4. New York World-Telegram & Sun

## Ausgesperrt hatten
1. New York Daily Mirror
2. New York Herald Tribune
3. New York Post
4. Long Island Star Journal
5. Long Island Daily Press

Die New York Post zog sich aus der New York Publishers Association zurück und beendete am 4. März 1963 die Aussperrung.
Der Schlichterspruch des Bürgermeisters von New York City, Robert F. Wagner junior und des Arbeitsvermittler Theodore W. Kheel wurde Basis für eine Vereinbarung die den Ausstand beendete.
Kheel wies darauf hin, dass die Verträge für alle zehn Zeitungsgewerkschaften zum selben Zeitpunkt im Jahr 1965 auslaufen würden, und betonte, wie wichtig es sei, die schwelenden Arbeitsfragen anzugehen.

## Nachwirkungen
Eine von der New York Times durchgeführte Analyse zeigte, dass die neun betroffenen Zeitungen insgesamt mehr als 100 Millionen US-Dollar an Werbe- und Vertriebserlösen verloren und dass die mehr als 19.000 Beschäftigten der Branche 50 Millionen US-Dollar an Löhnen verloren.
Nach dem Arbeitskampf verdoppelten sowohl die New York Times als auch Herald Tribune ihren Preis auf 10 Cent, was zu einem Rückgang der verkauften Auflage beitrug. Bis zum 30. September 1963 war die Auflage von sechs New Yorker Tageszeitungen wochentags um 11,9 % und sonntags um 8,3 %, basierend auf Berichten des Alliance for Audited Media gesunken. Erst die Ermordung von John F. Kennedy im November 1963 konnte den Zeitungsabsatz wieder beleben.
Die Hearst Corporation verkaufte Abonnenten und goodwill des The New York Daily Mirror an die Daily News. Das Management des Daily Mirror zeigte auf, dass der Streik bestehende Probleme des Unternehmens verschärft hatte was zur Einstellung der Publizistischen Einheit führte.
Das Cue-Magazin (jetzt Teil des The New Yorkers) verzeichnete ein Jahr nach Beginn des Streiks einen Anstieg der wöchentlichen Auflagen um 35.000, und TV Guide verzeichnete einen Sprung von 350.000. Die Auflage des Time-Magazins stieg in New York City um 10 %.

## Schlichtung
| Englische Sprache | Deutsche Sprache |
| --- | --- |
| 52 Labor Relations Reporter: News and Background Information p. 273 | 52 Labor Relations Reporter: Nachrichten und Hintergrundinformationen S. 273 |
| Accord in N.Y. Newspaper Strike; Other Settlements International Typographical Union (ITU) and newspaper publishers accept proposal advanced by Mayor Wagner to end three-month-old strike; settlements in retail field Tentative agreement was reached last week to end the three-month-old New York City newspaper strike upon terms proposed by Mayor Robert F. Wagner. | Übereinkunft in Newyorker Zeitungsstreik; Weitere Beilegungen Die International Typographical Union (ITU) und die Zeitungsverleger akzeptieren den von Bürgermeister Wagner vorgebrachten Vorschlag, den drei Monate alten Streik zu beenden. Beilegung im Detail: Letzte Woche wurde eine vorläufige Einigung erzielt, um den drei Monate alten New Yorker Zeitungsstreik auf Vorschlag von Bürgermeister Robert F. Wagner junior zu beenden. |
| Publishers of eight closed dailies and leaders of the International Typographical Union accepted the proposed formula, which reportedly fulfills the union's three main objectives: 1. A common expiration date in contracts held by the 10 newspaper unions, 2. job protection against automation, 3. reduction in the workweek from 36 ¼ to 35 hours. | Verleger von acht geschlossenen Tageszeitungen und Führer der Internationalen Typografischen Union akzeptierten die vorgeschlagene Formel, die Berichten zufolge die drei Hauptziele der Union erfüllt: 1. Ein gemeinsames Ablaufdatum in Verträgen der 10 Zeitungsgewerkschaften, 2. Schutz der Arbeitsplätze vor Automatisierung, 3. Verkürzung der Arbeitswoche von 36 ¼ auf 35 Stunden. |
| Resumption of publication awaits ratification of the settlement by members of ITU Local No. 6, settlement of a strike by the Maiers and Stereotypers, and acceptance by all newspaper unions of a common contract expiration date. The publishers are trying to persuade the Newspaper Guild, whose contract expires October 31, 1964, to extend this termination date to coincide with the proposed expiration dates of the craft unions' contracts. The Guild, however, has asked for a wage raise in return for reopening its contract. | Vor der Wiederaufnahme des Druckbetriebes steht die Bestätigung des Vergleichs durch die Mitglieder des ITU-Ortsverbandes Nr. 6, der Beilegung eines Streiks durch die Maiers and Stereotypers sowie die Annahme eines gemeinsamen Vertragsablaufdatums durch alle Zeitungsgewerkschaften. Die Verlage versuchen, die Newspaper Guild, deren Vertrag am 31. Oktober 1964 ausläuft, zu überreden, dieses Kündigungsdatum zu verlängern, damit es mit den vorgeschlagenen Ablaufdaten der Verträge der Gewerkschaften übereinstimmt. Die Gilde hat jedoch eine Lohnerhöhung als Gegenleistung für die Rücknahme der Kündigung ihres Vertrags gefordert. |
| strike, weekly rates were $141 for a day printer, $146 for a night printer, and $ 151 for a printer on the early morning "lobster trick". lobster shift n (ca. 1933) : a work shift (as on a newspaper) that covers the late evening and early morning hours — called also lobster trick lobster | Streik, wöchentliche Raten waren 141 USD für einen Tagesdrucker, 146 USD für einen Nachtdrucker und 151 USD für einen Drucker am frühen Morgen "Hummertrick" |
| On the automation issue, the printers received a guarantee that no one will be laid off as a result of automatic typesetting of tables and price quotations of stocks and bonds traded on the New York and American Stock Exchanges. | In der Frage der Automatisierung erhielten die Drucker die Garantie, dass durch das automatische Setzen von Tabellen und Kursnotierungen von Aktien und Anleihen, die an der New Yorker und der American Stock Exchange gehandelt werden, niemand entlassen wird. |
| In exchange for the job^protection clause, publishers may use perforated paper tape generated by the Associated Press and UPI to activate machines setting type for those tables. | Als Gegenleistung für die Jobschutzklausel können Verlage von Associated Press und UPI erzeugte Lochstreifen verwenden, um den Einstellungstyp der Maschinen für diese Tabellen zu aktivieren. |
| One printer will monitor un to three automatic typesetters, whereas one man is needed for each manuallyoperated machine. | Ein Drucker überwacht bis zu drei automatische Setzer, während für jede manuell bediente Maschine ein Mann benötigt wird. |
| A newspaper using "outside tape" has to make a payment to the union. Printers who work three or less days a week, or "extras," will get $3 a day more than regularly employed printers. | Eine Zeitung, die "Outside Tape" verwendet, muss eine Zahlung an die Gewerkschaft leisten. Drucker, die drei oder weniger Tage in der Woche arbeiten, oder "Extras", erhalten 3 USD pro Tag mehr als normal beschäftigte Drucker. |
| In the second year of the contract term, printers who fill in for regular printers at their requests, or "substitutes," will not have to work as many days during a year to be eligible for holiday, jury duty, bereavement, and sick leave benefits. In the second year, the 36 ¼ -hours work week will be cut by 1 ¼ hours. | Im zweiten Jahr der Vertragslaufzeit müssen Drucker, die auf Anfrage oder als "Ersatzdrucker" für reguläre Drucker eingesetzt werden, nicht mehr so viele Tage im Jahr arbeiten, um Anspruch auf Urlaub, Geschworenenpflicht, Trauerfall und Krankheitsurlaub zu haben Leistungen. Im zweiten Jahr wird die 36 ¼-Stunden-Woche um 1 ¼ Stunden gekürzt. |
| The printers, who traditionally are allowed 30 minutes a day to wash up, promised to reduce this to 15 minutes so that productivity will not suffer when the work turns is reduced by 15 minutes. | Die Drucker, die traditionell 30 Minuten pro Tag Zeit zum Waschen haben, versprachen, diese Zeit auf 15 Minuten zu verkürzen, damit die Produktivität nicht beeinträchtigt wird, wenn die Arbeitsgeschwindigkeit um 15 Minuten verringert wird. |
| The publishers agreed to pay an average of $2.38 a week per fully employed printer to the union's pension fund. In the second year, employees will get three days' sick leave, instead of one. | Die Verlage einigten sich darauf, pro vollbeschäftigtem Drucker durchschnittlich 2,38 US-Dollar pro Woche an die Pensionskasse der Gewerkschaft zu zahlen. Im zweiten Jahr erhalten die Mitarbeiter statt eines Arbeitstages drei Krankheitstage. |
| WAGE-FRINGE COST | Lohnnebenkosten |
| The publishers estimated that the two-year package would cost them $6.51 a week per employee during the first year, and $6.12 per employee the second year. | Die Verlage schätzten, dass das Zwei-Jahres-Paket sie im ersten Jahr 6,51 USD pro Woche und im zweiten Jahr 6,12 USD pro Mitarbeiter kosten würde. |
| This estimate excludes the cost of the 1 1/4-hour reduction in the work week. During the negotiations, the publishers contended that the shortened work hours would cost them $5.15 a week per printer. | Diese Schätzung schließt die Kosten der 1 1/4-Stunden-Reduzierung in der Arbeitswoche aus. Während der Verhandlungen machten die Verlage geltend, die verkürzte Arbeitszeit würde sie 5,15 US-Dollar pro Woche und Drucker kosten. |
| Five minor issues remain to be settled between the publishers and the ITU. These relate to retroactivity to December 8, 1962, for ITU members who continued working on the Long Island Press during the shutdown; 1. retroactive sick leave and 2. vacation credits for all union members; 3. the setting of all reproduction copy "left on the hook" last December 8; 4. reemployment of all members who were working on December 8; 5. and settlement of contract grievances existing at the time of the shutdown.                       | Zwischen dem Verlag und der ITU sind noch fünf kleinere Fragen zu klären. Diese beziehen sich auf die Rückwirkung auf den 8. Dezember 1962 für ITU-Mitglieder, die während der Stilllegung an der Long Island Press weitergearbeitet haben; 1. rückwirkender Krankenurlaub und 2. Urlaubsgutschriften für alle Gewerkschaftsmitglieder; 3. die Einstellung aller Reproduktionsexemplare "auf dem Haken gelassen" im vergangenen 8. Dezember; 4. Wiedereingliederung aller Mitglieder, die am 8. Dezember gearbeitet haben; 5. und Beilegung von zum Zeitpunkt der Schließung bestehenden Vertragsbeschwerden. (Maßregelungsklausel)                   |